# Kommunisternas förbund
Kommunisternas förbund var den första internationella marxistiska organisationen. Förbundet bildades av tyska arbetare i Paris 1836. Man följde först François-Noël Babeufs idéer. Men den växte till en internationell rörelse vilken Friedrich Engels, Karl Marx, Wilhelm Liebknecht, Wilhelm Wolff och Johann Eccarius gick med i. Det var för denna rörelse Karl Marx och Friedrich Engels skrev sitt berömda Det kommunistiska partiets manifest 1848. Förbundet upplöstes 1852.